# Nagy-völgyi-patak (Nógrád vármegye)
A Nagy-völgyi-patak a Cserhátban ered, Egyházasgerge településtől keletre, Nógrád vármegyében, mintegy 230 méteres tengerszint feletti magasságban. A patak forrásától kezdve nyugati irányban halad, majd Egyházasgerge nyugati részénél éri el a Dobroda-patakot.

## Part menti települések
- Egyházasgerge